# Alysia nudinotum
Alysia nudinotum är en stekelart som beskrevs av Robert A.Wharton 1986. Alysia nudinotum ingår i släktet Alysia och familjen bracksteklar. Arten är reproducerande i Sverige. Inga underarter finns listade i Catalogue of Life.